# Lilla Prästevattnet
Lilla Prästevattnet är en sjö i Uddevalla kommun i Bohuslän och ingår i Göta älvs huvudavrinningsområde.